# Terraplane (autovettura)
La Terraplane è un'autovettura prodotta dalla Hudson dal 1932 al 1938. Prima del 1934 il modello era noto come Essex-Terraplane, mentre dopo tale anno la vettura venne chiamata semplicemente Terraplane. Nell'ultimo anno di produzione, il modello fu denominato Hudson Terraplane. Fu lanciata per competere nel mercato delle auto economiche.

## Storia

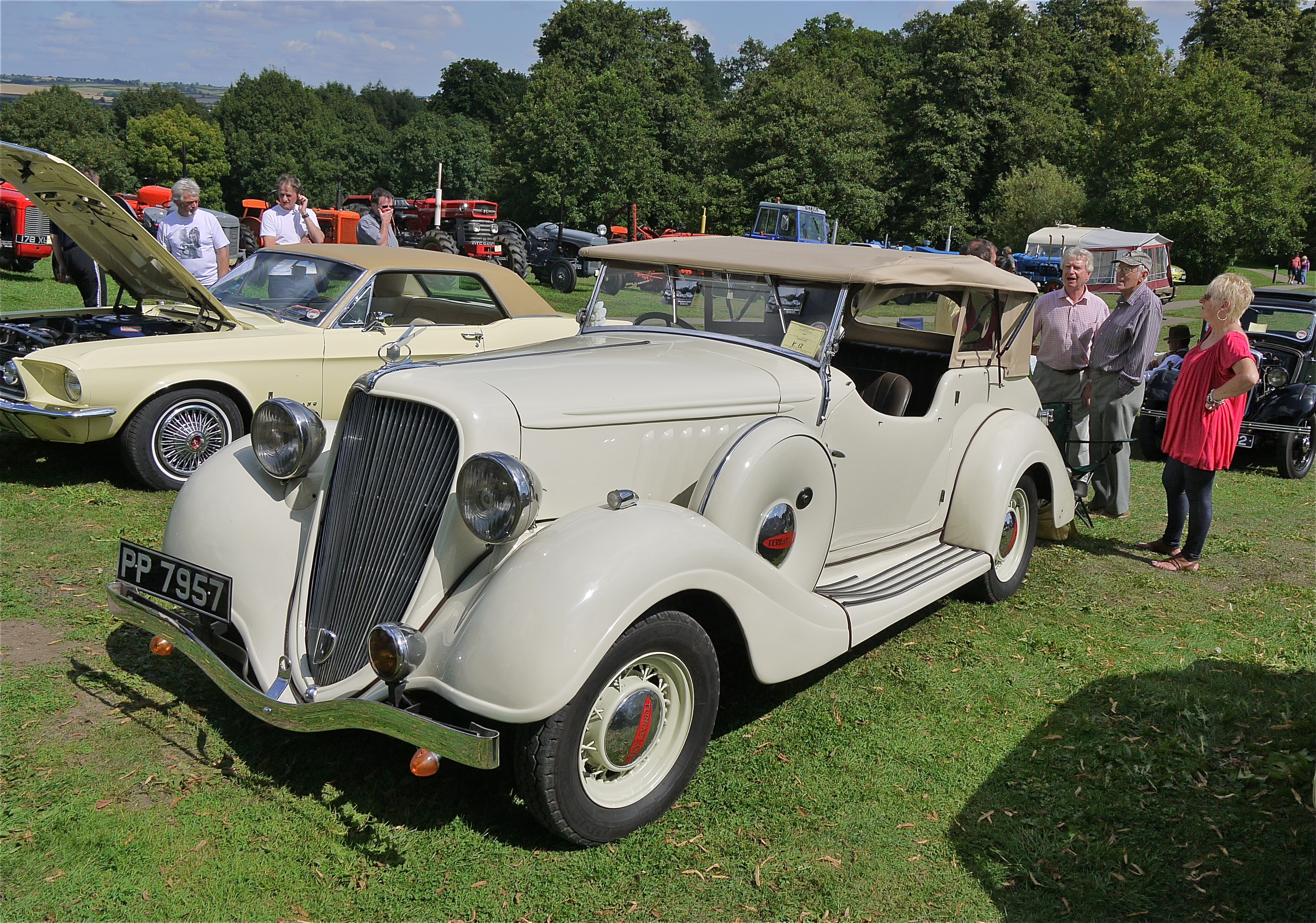
Una Terraplane tourer del 1934

La Hudson produsse vetture economiche con marchio Essex dal 1918 al 1932. Il calo di vendite dei modelli Essex e gli effetti della Grande Depressione obbligarono la Hudson a sostituire il marchio di vetture economiche citato con una gamma di modelli a cui fu dato il nome di Terraplane. Questi modelli, secondo le intenzioni della Hudson, avrebbero dovuto combinare stile, comfort e affidabilità ad un prezzo accessibile. Fu scelto il nome Terraplane per richiamare il grande interesse che il pubblico dell'epoca aveva per gli aeroplani, la cui epopea era iniziata da poco.
La Terraplane contribuì notevolmente alle vendite della Hudson durante gli anni della Grande Depressione. Il modello ebbe infatti successo sui mercati. La Terraplane, nonostante il prezzo contenuto, possedeva alcuni soluzione ingegneristiche all'avanguardia, come un doppio sistema frenante. Accanto ai freni idraulici era infatti presente un sistema di freni meccanici che era in grado di fermare la vettura in caso di malfunzionamento del primo impianto citato.

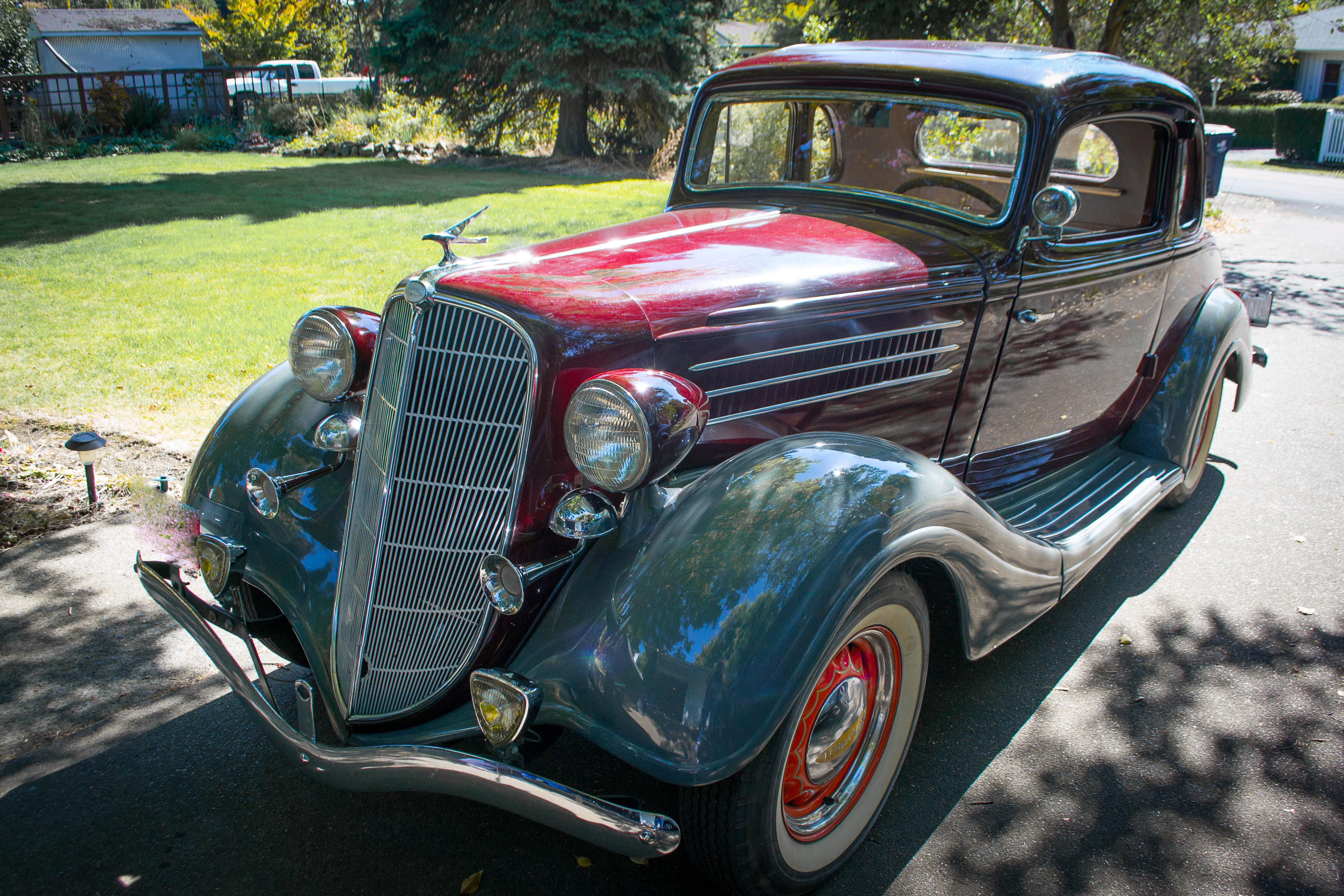
Una Terraplane coupé del 1935

La nuova Essex-Terraplane fu lanciata il 21 luglio 1932. Il modello fu presentato in 2.000 concessionari che erano distribuiti in 40 stati della federazione. Alla presentazione partecipò anche Amelia Earhart. La Essex-Terraplane era una vettura economica che aveva installato un motore relativamente potente. Era inoltre dotata di un telaio d'acciaio. La linea della Essex-Terraplane del 1932 assomigliava a quella dei precedenti modelli Essex. L'unico motore disponibile era un sei cilindri in linea da 3,2 L di cilindrata. Il passo era invece di 2.692 mm.

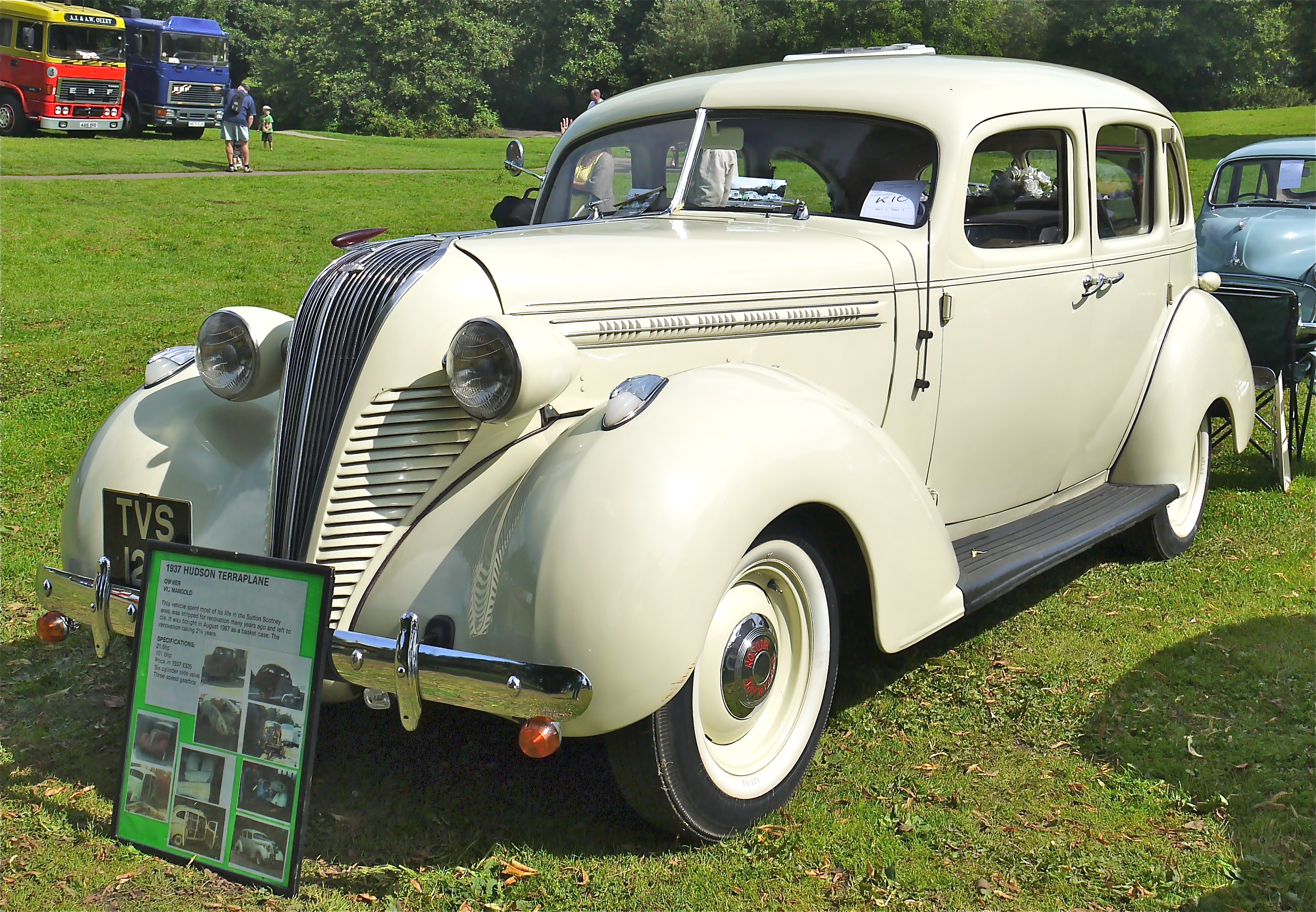
Una Terraplane berlina del 1937

La Essex-Terraplane del 1933 era disponibile con i più comuni corpi vettura in voga all'epoca. L'offerta quindi fu ampliata. Alla Model K, che era l'unica versione presente l'anno precedente nei listini, fu aggiunta la Moel KU, che aveva un passo di 2.870 mm e che era dotata di un motore a sei cilindri. La Model KT era invece fornita di un motore a otto cilindri da 4 L di cilindrata ed aveva un passo 2.870 mm. Per la Model KU e la Model KT erano disponibili due allestimenti, "Standard" e "Deluxe". Nel 1933 fu anche aggiunta alla gamma una linea di veicoli commerciali leggeri. Nell'occasione fu introdotto un motore opzionale ad otto cilindri da 4,2 L. Le Essex-Terraplane con motore ad otto cilindri parteciparono con successo a cronoscalate e registrarono diversi record di velocità. La Essex-Terraplane non partecipò però a competizioni automobilistiche a causa del suo peso, che era elevato e che quindi rendeva la vettura non competitiva.
Nel 1934 il termine "Essex" fu tolto dal nome della vettura, che da questo momento in poi diventò semplicemente Terraplane. Nel 1936 furono aumentati i volumi produttivi dei veicoli commerciali. Fino al 1937, i cambiamenti alla Terraplane furono minimi.
Nel 1938 la vettura fu ridenominata Hudson Terraplane. Nell'anno citato, alla Terraplane fu affiancata la Hudson 112, che era, in pratica, indistinguibile dalla Terraplane. Le differenze risiedevano nel passo e nel motore, che erano più piccoli nella 112. La Terraplane, infatti, era in procinto di uscire di produzione, avvenimento che accadde nello stesso anno.

## Sui mercati internazionali

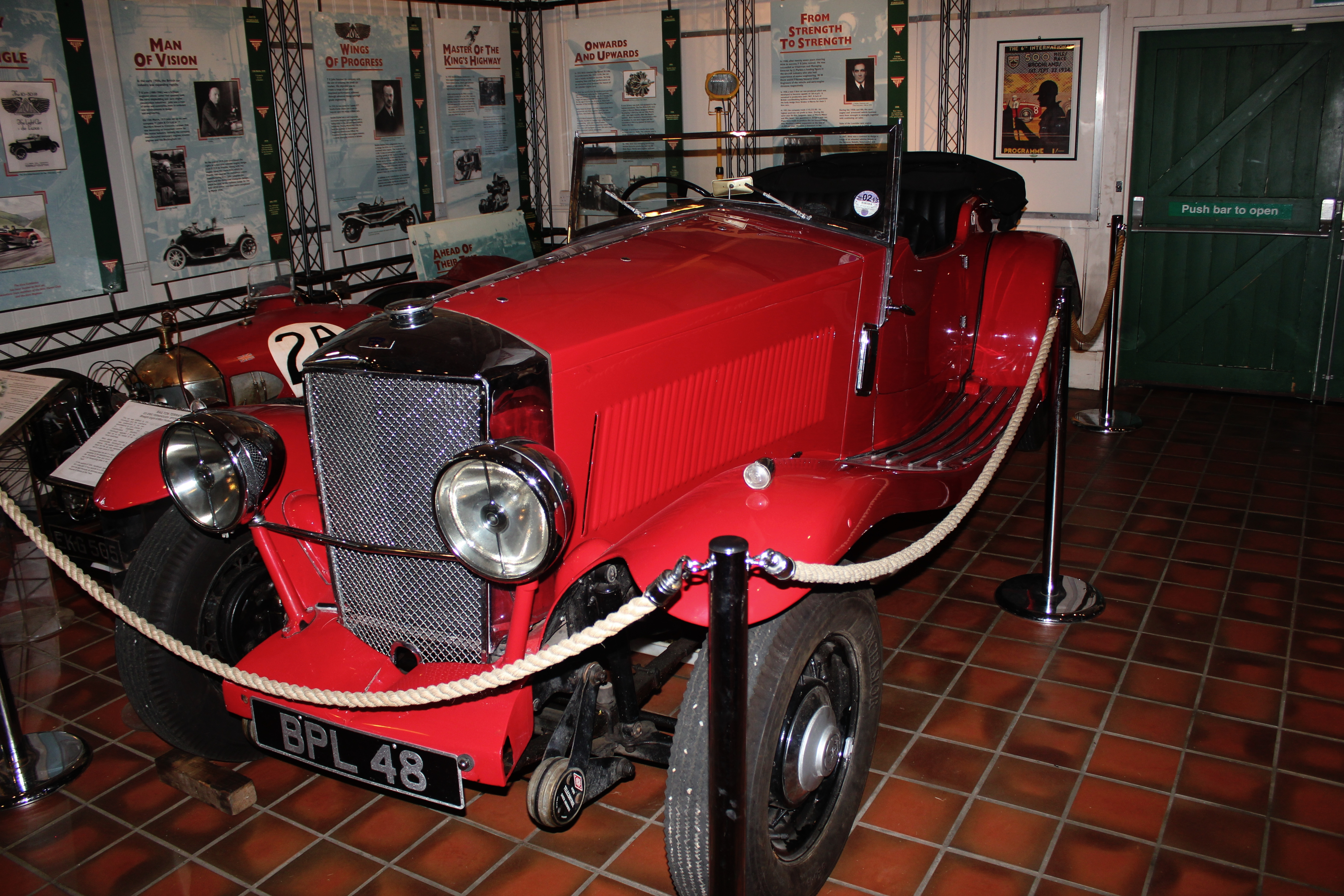
Una Railton Terraplane

Modelli Hudson furono anche prodotti su licenza all'estero su licenza.  In particolare, furono relativamente comuni nel Commonwealth britannico, soprattutto in Australia. Il telaio ed il motore della Terraplane a otto cilindri furono utilizzati dalla Railton per produrre alcuni dei suoi modelli.